# Carcinopodia furcifasciata
Carcinopodia furcifasciata là một loài bướm đêm thuộc phân họ Arctiinae, họ Erebidae.